# ModNation Racers
ModNation Racers è un videogioco di guida arcade sviluppato da United Front Games e SCE Studio San Diego e pubblicato da Sony Computer Entertainment per PlayStation 3 e PlayStation Portable.
Il gioco è stato pubblicato il 21 maggio 2010 in Europa e il 25 maggio 2010 negli Stati Uniti  per PlayStation 3 e PlayStation Portable.

## Sviluppo
ModNation Racers è stato annunciato all'E3 2009 ed è stato distribuito nella primavera 2010. Tuttavia gli utenti che hanno acquistato la versione GOTY di LittleBigPlanet negli Stati Uniti hanno un primo accesso alla beta pubblica. La beta online di ModNation Racers è stata disponibile negli Stati Uniti a dicembre 2009, mentre in Europa è stata attiva a partire dal 21 gennaio 2010.

## Modalità di gioco
Il gioco viene inizialmente presentato con tutte le caratteristiche dei tipici giochi di corsa arcade dove l'obiettivo è arrivare per primi al traguardo, sono presenti potenziamenti sui circuiti ecc... tuttavia, ModNation Racers non si limita solo a questo: il gioco possiede infatti, un potente editor che permetterà di personalizzare totalmente il proprio personaggio, il proprio kart da corsa e creare dei circuiti da zero. Inoltre, tutte le creazioni fatte, potranno essere condivise online con gli altri giocatori della comunità. Sotto questo frangente, in effetti, ModNation Racers sembra prendere dal videogioco LittleBigPlanet il motto: "Gioca, Crea, Condividi".

## Marketing
Sony ha annunciato tramite immagini i suoi famosi personaggi fra cui: Kratos (da God of War) e la sua  "Kart of Chaos", Ratchet e Clank (da Ratchet & Clank) e Nathan Drake (da Uncharted) con un Jungle Jeep. Si tratta una serie di pre-ordine per gli acquirenti in Nord America. In seguito furono resi disponibili diversi DLC a pagamento che presentavano nuovi personaggi giocabili tratti da altre saghe presenti sulla console Sony, come ad esempio i soldati Helghast della serie Killzone.

## Accoglienza
La rivista Play Generation lo classificò come il terzo migliore titolo di guida del 2010.